# Folketingswahl 2026
Die Folketingswahl 2026 ist die 72. Wahl zum dänischen Parlament Folketing. Sie findet spätestens am 31. Oktober 2026 statt.

## Wahlmodus
Von den 179 Abgeordneten wurden 175 in Dänemark, zwei auf den Färöern und zwei in Grönland gewählt. Es handelt sich um eine Verhältniswahl, wobei sich die dänischen Mandate wie folgt aufteilen: 135 Wahlkreismandate, welche auf die zehn Wahlkreise aufgeteilt und dann dort regional vergeben werden, sowie 40 Ausgleichsmandate die abschließend landesweit vergeben wurden, wobei eine Zwei-Prozent-Hürde gilt.
Unter Verweis auf die dänische Verfassung, welche in § 32 festsetzt, dass eine Legislatur maximal vier Jahre umfassen darf, ist der späteste Wahltermin der 31. Oktober 2026.

## Ausgangslage
Bei den Wahlen erreichte im eigentlichen Dänemark (ohne Färöer und Grönland) der sogenannte „rote Block“ aus sozialistischen, sozialliberalen und grünen Parteien 87 Sitze im Folketing, darunter die Sozialdemokraten der bislang amtierenden Ministerpräsidentin Mette Frederiksen. Der „blaue Block“ aus konservativen, wirtschaftsliberalen und rechtspopulistischen Parteien erhielt 72 Sitze, darunter die erstmalig angetretenen Dänemarksdemokraten. Nicht zu einem dieser beiden Blöcke gerechnet werden die Moderaten (16 Sitze) – eine vom ehemaligen Ministerpräsidenten Lars Løkke neu gegründete Partei, die eine Regierung der Mitte anstrebte und damit bei unklaren Mehrheitsverhältnissen zum Zünglein an der Waage zwischen den beiden Blöcken geworden wäre. Da die beiden grönländischen Abgeordneten und einer der beiden färöischen Abgeordneten jedoch dem roten Block zugerechnet werden, erhielt der rote Block insgesamt knapp die Parlamentsmehrheit (90 Sitze) gegenüber dem blauen Block und den Moderaten (zusammen 89 Sitze).
Mette Frederiksen gab am 14. Dezember 2022 bekannt, dass sich die Sozialdemokraten, Venstre und die Moderaten auf eine gemeinsame Regierung geeinigt haben.

## Umfragen

Umfrageverlauf seit der vergangenen Wahl

Direkt nach dem Wahlergebnis und der erfolgten Regierungsbildung zwischen Socialdemokraterne, Venstre und Moderaterne zeigten sich Bewegungen in den Umfragewerten. So sanken die Socialdemokraterne innerhalb eines halben Jahres auf nur noch knapp 20 Prozent; einen Tiefstand den die Sozialdemokraten zuletzt 2015 in Umfragen verzeichneten. Im gleichen Zeitraum stiegen die Umfragewerte der Socialistisk Folkeparti von acht auf um die 15 Prozent an. Ein vergleichbarer Effekt zeigte sich auch auf der konservativen Seite. So stand die Venstre im Mai 2023 nur noch bei zehn Prozent und wurde somit von der rechtslibertären Liberal Alliance überholt, welche erstmals auf Umfragewerte von über zehn Prozent kam. Im Verlauf des folgenden Jahres steigerte sich die Liberal Alliance weiter, sodass Umfrageinstitute wie Voxmeter sie im Mai 2024 regelmäßig bei über 15 Prozent sahen. Im Juni 2024, rund um die Europawahl, sahen Umfragen zudem die Socialistisk Folkeparti vereinzelt in Führung vor den Socialdemokraterne. Ab Dezember 2024 konnten die Socialdemokraterne jedoch wieder dazugewinnen, sodass sie bei etwa 23 Prozent stehend deutlich vor SF und LA mit jeweils zwölf Prozent bemessen werden. Die Venstre steht derweil weiter bei rund zehn Prozent; die Moderaterne sind auf unter vier Prozent gesunken.